# Aristodemo

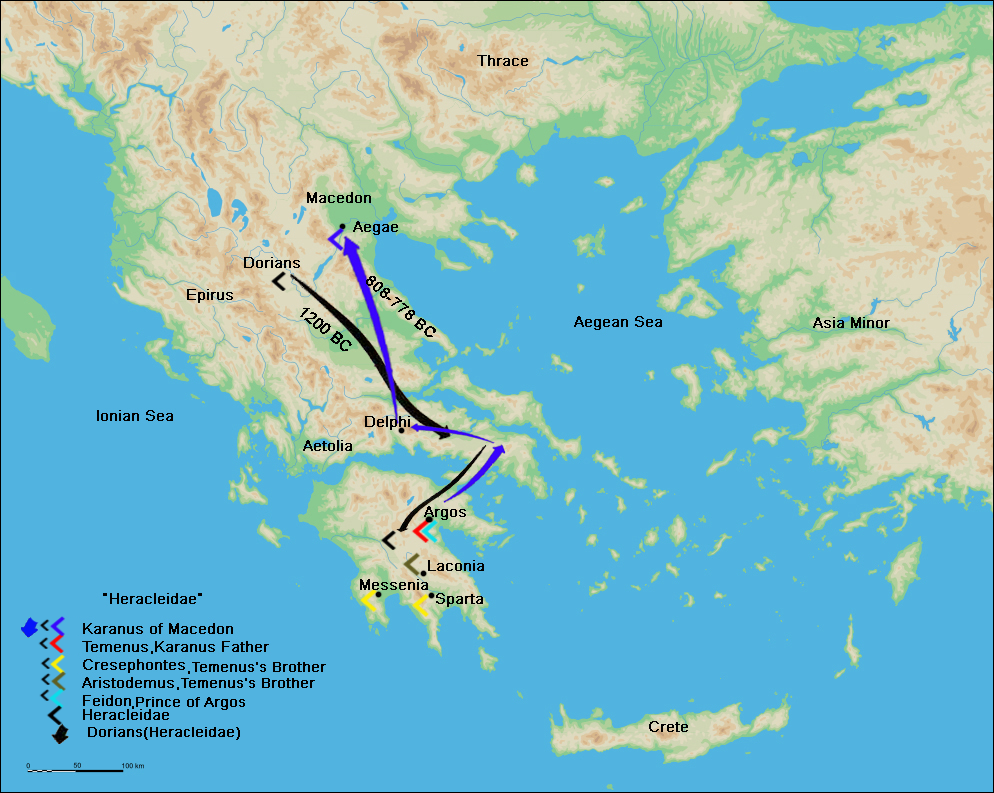
Mapa donde se representan las rutas de los dorios y los Heraclidas.

Aristodemo, en la mitología griega, fue uno de los Heraclidas (descendientes y herederos de Heracles). Hijo de Aristómaco, hermano de Cresfontes y Témeno y tataranieto de Heracles, inició el quinto y definitivo asalto de su dinastía sobre Micenas y el Peloponeso.
Aristodemo y sus hermanos se quejaron al oráculo de Delfos de que sus instrucciones a los Heraclidas para recuperar el Peloponeso habían resultado fatales para quienes las habían seguido. Muchos años antes, el oráculo había ordenado a su bisabuelo Hilo que atacase por el paso angosto al llegar la tercera cosecha. Hilo esperó entonces tres años y atacó por el Istmo de Corinto, pero resultó vencido y muerto. La respuesta del oráculo fue que la “tercera cosecha” no significaba el tercer año, sino la tercera generación; y que el “paso angosto” no era el Istmo de Corinto, sino la entrada del Golfo de Corinto, allí donde el mar se estrecha más.
Aristodemo, ayudado por sus hermanos, construyó entonces una flota en Naupacto, pero antes de hacerse a la vela murió fulminado por Apolo, quien también destruyó la flota como castigo por el asesinato de un adivino a manos de uno de los Heraclidas. Consultado nuevamente el oráculo por Témeno, hermano de Aristodemo, exigió este un sacrificio expiatorio y el destierro por diez años del asesino. Mandó también que se buscase como guía de la expedición a un hombre con tres ojos. De vuelta a Naupacto, Témeno se topó con un etolio tuerto llamado Óxilo, montado en una mula (según otras versiones es la mula la que está tuerta), lo que daba el total de tres ojos. Inmediatamente lo tomó a su servicio.
Los Heraclidas repararon los barcos, navegaron desde Naupacto al Golfo de Corinto y entraron por fin en el Peloponeso. Tras derrotar y matar a Tisámeno, hijo de Orestes, que gobernaba toda la península, se convirtieron en dueños virtuales del Peloponeso. Se repartieron entonces el territorio por lotes: Argos le tocó a Témeno, Lacedemonia a Procles y Eurístenes, hijos gemelos de Aristodemo y su esposa, Argía, (quienes fundaron la doble dinastía real espartana de los Europóntidas y los Agíadas), y Mesenia a Cresfontes. El fértil distrito de Elis se lo reservaron a Óxilo.
Los presuntos descendientes de los Heraclidas gobernaron Lacedemonia hasta el 221 a. C., pero habían desaparecido mucho antes en las otras regiones. Esta conquista del Peloponeso por los dorios, llamada de ordinario el “Retorno de los Heraclidas”, se presentó como la recuperación de sus legítimos derechos a la herencia del héroe antepasado por parte de sus descendientes. Los dorios siguieron la costumbre de otras tribus griegas de reivindicar héroes legendarios como antepasados de sus familias reinantes, pero esta costumbre no debe verse como puramente mítica. Recrea la invasión conjunta del Peloponeso por etolios y dorios, estos últimos tras haber sido desplazados de sus asentamientos en el Norte bajo la presión de los tesalios. Hay que señalar que no aparece ninguna mención a los Heraclidas ni a su invasión en Homero ni Hesíodo. Heródoto (VI, 52) habla de poetas que han celebrado sus hazañas, pero estas se limitan a los sucesos inmediatamente después de la muerte de Heracles. Los trágicos griegos fueron los primeros que ampliaron la historia, para lo que se inspiraron, muy probablemente, en leyendas locales que glorificaban los servicios prestados por Atenas a los gobernantes del Peloponeso.